# Reprezentacja Rumunii w piłce wodnej kobiet
Reprezentacja Rumunii w piłce wodnej kobiet – zespół, biorący udział w imieniu Rumunii w meczach i sportowych imprezach międzynarodowych w piłce wodnej, powoływany przez selekcjonera, w którym mogą występować wyłącznie zawodnicy posiadający obywatelstwo rumuńskie. Za jej funkcjonowanie odpowiedzialny jest Rumuński Związek Piłki Wodnej (FRP), który jest członkiem Międzynarodowej Federacji Pływackiej.